# Canthylidia eodora
Canthylidia eodora är en fjärilsart som beskrevs av Edward Meyrick 1902. Canthylidia eodora ingår i släktet Canthylidia och familjen nattflyn. Inga underarter finns listade i Catalogue of Life.